# Al-Dostor (Ägypten)
Al-Dostor, auch Al-Dustour (arabisch الدستور, DMG ad-Dustūr ‚Die Verfassung‘) ist eine unabhängige arabischsprachige Tageszeitung aus Ägypten. Die Zeitung wurde 1995 von Ibrahim Eissa mitbegründet, der ihr erster Chefredakteur war. Nach Ibrahim Eissa übernahm Esam Nabawy die Redaktionsleitung.
Al-Dostor hat sich einen Namen als regierungskritische Stimme gemacht. Ihr Chefredakteur Ibrahim Eissa wurde mehrmals verhaftet und vor Gericht gestellt.
Im März 2014 wurde die 23-jährige Fotoreporterin Mayada Ashraf erschossen, die für das Onlineportal der Zeitung eine Demonstration der Muslimbrüder in Ain Schams, einem Vorort von Kairo und Sitz der Ain-Schams-Universität, beobachtete.